# Dance of the Dead (Masters of Horror)
Dance of the Dead is een horrorfilm uit 2005 van regisseur Tobe Hooper. Het vormt het derde deel uit de eerste serie van de filmreeks Masters of Horror. De film is gebaseerd op een kort verhaal van Richard Matheson. Het scenario werd geschreven door diens zoon Richard Christian Matheson.

## Verhaal
De zeventienjarige Peggy (Jessica Lowndes) beheert samen met haar moeder Kate (Marilyn Norry) een kleine eetgelegenheid. Haar vader en oudere zus zijn jaren geleden omgekomen. Ze komt nooit buiten. De derde wereldoorlog is enkele jaren geleden beëindigd, de wereld is vervallen tot een postapocalyptisch speelveld voor het gespuis dat de straten regeert.
Twee van deze straatratten zijn Jak (Jonathan Tucker) en Boxx (Ryan McDonald). Zij overvallen oude mensen en tappen een hoeveelheid bloed bij ze af, die ze vervolgens verkopen aan The M.C. (Robert Englund). Deze is eigenaar en spreekstalmeester van The Doom Room, een rauwe immorele uitgaansgelegenheid met live hardrock en 'freakshows'.
Wanneer Boxx en Jak op een avond bij Peggy en Kate binnenlopen, raakt Jak gecharmeerd van Peggy en zij van hem. Zonder dat haar moeder het weet, spreken de twee af dat hij haar 's avonds op komt halen. Peggy is benieuwd naar de boze buitenwereld. Samen met zijn extreme vriend Boxx en diens vriendin van het moment, komt Jak zijn afspraak na, waarna een woeste autorit met drank en drugs volgt naar The Doom Room. Hierbij worden Jak en Peggy steeds gekker op elkaar.
Na een aantal muzieknummers kondigt The M.C. de hoofdact van de avond aan, de 'Dance of the Loopies'. Loopies blijken ontdekt in de optrekkende rook van W.O. III. Een aantal overledenen bleek onder invloed van de chemicaliën van de oorlog na het intreden van de dood toch bewustzijnsloos op de been te blijven. The M.C. bewaart ze overdag in de koeling, om ze 's avonds op het podium te laten 'dansen'. Hiervoor worden ze constant met stroomstoten bewerkt, om hun lichamen alle kanten uit te laten schokken. Wanneer de tweede Loopy ten tonele verschijnt, maakt afgrijzen zich van Peggy meester. Het is haar dode zus Anna (Melena Rounis).
Jak komt meteen in actie, gooit het lichaam van Anna over zijn schouder en trekt zijn geweer. Met het wapen zwaaiend, baant hij zich samen met Anna en Peggy een weg naar buiten. Daar komen ze Peggy's moeder Kate tegen, die ontdekte dat haar dochter weg was en haar is komen zoeken. Van de andere kant komt The M.C. aangerend, wiens waar gestolen dreigt te worden. Terwijl Peggy woest wordt op hem vanwege het zomaar gebruiken van het lichaam van haar zus, komt hij met een ander verhaal. Hij kocht Anna's lichaam jaren geleden eerlijk, van Kate. Een hysterische Kate geeft toe dat het waar is, met als excuus dat ze het geld nodig had, omdat zij en Peggy destijds totaal niets hadden. Peggy is vastbesloten dat het gesol met haar zus afgelopen moet zijn. The M.C. wil daarin wel toestemmen, maar wil wel een redelijke vergoeding.
In de epiloog van het verhaal geven Jak en Peggy Anna een laatste rustplaats, een net graf. Daarna vertrekken ze naar The Doom Room, waar The M.C. zijn nieuwste act aankondigt: de dans van een nieuwe loopy, Kate.

## Rolverdeling
| Acteur          | Personage |
| --------------- | --------- |
| Jessica Lowndes | Peggy     |
| Jonathan Tucker | Jak       |
| Ryan McDonald   | Boxx      |
| Marilyn Norry   | Kate      |
| Robert Englund  | The M.C.  |
| Melena Rounis   | Anna      |

## Trivia
- De gehele film wordt begeleid door een stevig pompende soundtrack, gemaakt door Billy Corgan.